# Europe maintenant !
Le Mouvement « Europe maintenant ! » (en monténégrin et serbe Pokret "Evropa sad!" romanisé : Покрет "Европа сад!" ; PES!), communément appelé Europe maintenant ! (Evropa sad ! / Европа сад ! ; ES), est un parti politique centriste, anticorruption et europhile monténégrin,, fondé en juin 2022 par les anciens ministres des Finances et de l'Économie, Milojko Spajić et Jakov Milatović. Il se décrit comme un mouvement axé sur l'économie, et est économiquement et socialement libéral.

## Histoire
Le mouvement est fondé le 26 juin 2022 par Milojko Spajić et Jakov Milatović, respectivement anciens ministres indépendants des Finances et de l'Économie, au sein de l'éphémère gouvernement technocratique formé à la suite de l'alternance politique des élections législatives de 2020,,. Auparavant, l'annonce d'un engagement politique conjoint et de la formation d'un nouveau mouvement politique en février 2022 intervient peu après que le gouvernement technocratique de Zdravko Krivokapić ait perdu la confiance de la nouvelle majorité parlementaire. En plus de Spajic et Milatovic, les fondateurs du mouvement comprennent d'éminents membres tel que l'ancienne ministre de la Défense, Olivera Injac, et le professeur d'université Filip Ivanović (en). Le nom du mouvement est identique au programme de réformes économiques qui comprenait un ensemble de mesures populaires, qui a augmenté le salaire minimum de 222 € à 450 € en réduisant les cotisations de santé, lancé en janvier 2022 par les ministres pendant leur mandat,. Le parti nouvellement fondé annonce également une future coopération avec d'autres sujets politiques centristes et civiques, tels que la coalitions dirigée par les démocrates et la coalition dirigée par l'URA, ainsi qu'avec des partis d'intérêts minoritaires, s'opposant à l'activité et aux positions du DPS, du DF et du SNP, les accusant de corruption et d'alimenter les divisions ethniques, les qualifiant de « partis et politiques du passé »,,.
Le mouvement fait ses débuts aux élections municipales d'octobre 2022, avec de bons résultats, en particulier dans la capitale Podgorica, qui entraînent la chute du pouvoir du DPS populiste du président Milo Đukanović, qui gouvernait la ville depuis les années 1990. Avec Europe maintenant ! la tête de liste Jakov Milatović, devient le chef de la nouvelle majorité de la coalition à l'Assemblée de la capitale,,. Cependant, l'annonce officielle des résultats est mise en attente entre l'élection d'octobre 2022, jusqu'en mars 2023, causée par la vacance au sein de la Cour constitutionnelle (en raison de la crise parlementaire dans le pays), après que les organisations nationalistes mineures, à la fois monténégrines et serbes, telles que « Initiative du 21 mai » et la Liste serbe (en), que beaucoup accusent d'agir comme un parti saboteur du DPS, déposent des plaintes auprès d'un tribunal inactif pour « irrégularités pendant la campagne électorale locale », laissant la mandature sortante ainsi que l'administration dirigée par le DPS élue en mai 2018 resté au pouvoir pour un mandat intérimaire en 2023,. PES obtient également le poste de maire à Danilovgrad et à Žabljak, en faisant partie des nouvelles coalitions dirigeantes dans sept des 11 municipalités dans lesquelles il participe aux élections. Tous les sondages d'opinion publiés à la suite des élections locales, en mars 2023, montrent une augmentation du soutien populaire du mouvement.
En janvier 2023, le cofondateur du mouvement, Milojko Spajić, annonce sa candidature à l'élection présidentielle de mars 2023. Il est finalement disqualifié en raison de soupçons sur le fait de posséder la citoyenneté serbe, puisque la loi monténégrine ne permet pas aux personnes ayant la double nationalité de se présenter à la présidence. La disqualification de Spajić par l'organe électoral central, composé principalement des délégués du DPS et du DF, se fait rapidement et n'attend  pas l'achèvement d'une enquête lancée par le ministère de l'Intérieur. Cela alimente les spéculations selon lesquelles la décision est influencée par le DPS, puisque Spajić est considéré comme une menace sérieuse pour le président sortant Milo Đukanović. Les membres de la Commission représentant le DF ont également voté pour disqualifier Spajić,. Peu de temps après, le mouvement décide de nommer son autre cofondateur Jakov Milatović. Au premier tour le président sortant, Milo Đukanović, arrive en tête du premier tour, suivi de Jakov Milatović,. Les deux hommes s'affrontent deux semaines plus tard lors d'un second tour, largement remporté par Milatović avec un peu moins de 60 % des suffrages.

## Résultats électoraux

### Élections présidentielles
| Élection | Candidat        | 1er tour | 1er tour | 2d tour | 2d tour | Résultat |
| Élection | Candidat        | Voix     | %        | Voix    | %       | Résultat |
| -------- | --------------- | -------- | -------- | ------- | ------- | -------- |
| 2023     | Jakov Milatović | 97 858   | 28,92    | 221 592 | 58,88   | Élu      |

### Élections législatives
| Élection | Votes  | %     | Sièges  | Rang | Gouvernement |
| -------- | ------ | ----- | ------- | ---- | ------------ |
| 2023     | 77 203 | 25,43 | 24 / 81 | 1er  | Spajić       |